# Antoine Dard
Antoine Dard (Chapaize, Borgoña,  2 de noviembre de 1715 - París, 13 de agosto de 1784) fue un compositor y fagotista francés del siglo XVIII. Se casó en Dijon en febrero de 1734 con Claudine Garnier, nacida en Dijon el 29 de agosto de 1713. En 1760 se encontraba ya en París donde fue nombrado 5º fagot de la Académie royale de Musique. Entró al servicio de la corte del rey Luis XV de Francia en 1763.
Entre sus composiciones destacan una colección de sonatas para fagot que pueden interpretarse también con violonchelo y una serie de sonatas para flauta travesera. También algunas obras vocales, un método de solfeo titulado Nouveaux Principes de musique, París (1769) y una historia de la música que se inicia en la antigüedad e incluye una lista de las composiciones interpretadas en el Teatro de la Ópera de París desde 1671 hasta 1769. Se titula Origine et progression de la musique, París (1769).